# سرغنبة (أمجز)
سرغنبة (بالفارسية: سرگنبه) هي منطقة سكنية تقع في إيران في قسم أمجز الريفي.